# Sphingonotus intutus
Sphingonotus intutus är en insektsart som beskrevs av Henri Saussure 1888. Sphingonotus intutus ingår i släktet Sphingonotus och familjen gräshoppor. Inga underarter finns listade i Catalogue of Life.